# Francesco Severi (mathématicien)
Francesco Severi (né le 13 avril 1879 à Arezzo, en Toscane et mort le 8 décembre 1961 à Rome) est un mathématicien italien.
Connu pour ses travaux en géométrie algébrique, il devint le chef de file de l'école italienne de géométrie algébrique. Avec Federigo Enriques, il fut le prix Bordin 1907 de
l'Académie des sciences de Paris. Contribuant de façon décisive aux progrès de la géométrie birationnelle et à l'étude des surfaces algébriques, et des courbes rationnelles tracées sur ces surfaces, à la théorie des espaces modulaires et à la théorie des fonctions de plusieurs variables complexes, il fut un auteur prolifique. Quelques-uns de ses travaux furent remis en cause par Oscar Zariski et David Mumford.

## Biographie
Son enfance fut marquée par la mort de son père, advenue quand il avait 9 ans. Celle-ci eut de graves répercussions économiques sur leur famille. Bien qu'il dut gagner sa vie tout en menant des leçons privées, Francesco Severi réussit
à poursuivre ses études et à s'inscrire au cours d'ingénierie de l'université de Turin. Toutefois, en raison de l'influence qu'eurent sur lui les cours de Corrado Segre, Severi comprit rapidement que sa passion le portait vers les mathématiques pures.
En 1900, il termine sa formation par une thèse de géométrie des nombres, qui deviendra plus tard son sujet de prédilection.
Après sa thèse, il devient l'assistant d'Enrico D'Ovidio à l'université de Turin et de 1902 à 1905, chargé de cours de géométrie projective et descriptive. Mais bientôt, il obtient son transfert à l'université de Bologne comme assistant d'Enriques. Puis à l'université de Pise comme assistant d'Eugenio Bertini.
En 1904, en considération des résultats qu'il a obtenus en géométrie des nombres (fondant la théorie des invariants birationnels (en) des surfaces algébriques), il obtient la chaire de géométrie projective et descriptive de l'université de Parme. Toutefois, il passe après un an à l'université de Padoue. où, il enseigne différentes matières, et prend la direction de l'unité du génie.
Mobilisé pendant la Première Guerre mondiale, Severi s'enrôle dans l'artillerie.
En 1921, il obtient la chaire de géométrie algébrique de l'université La Sapienza de Rome.
En 1923, il en est élu recteur de cette université. Mais en 1925, à la suite de l'assassinat du député socialiste Matteotti, il abandonne ses fonctions de recteur. Néanmoins, par la suite, Severi restera sans réaction contre le fascisme et acceptera l'application des lois raciales.
Dans son autobiographie Dalla scienza alla fede (1959), il se repent de son peu de discernement politique

« la mathématique, y écrit-il, est l'art de donner le même nom à diverses choses, et les mathématiciens commettent souvent des erreurs en  politique, car c'est à l'inverse l'art de donner des noms différents à des choses identiques. »

En 1938, Severi est un des fondateurs de l'Istituto Nazionale di Alta Matematica (it), institution importante pour l'Italie et qui a conservé son nom. Oscar Zariski est un de ses étudiants les plus fameux.

## Travaux
La contribution de Severi aux mathématiques est multiforme et de très haut niveau.
Elle va de la géométrie des nombres à la théorie des fonctions analytiques de plusieurs variables complexes, en passant par l'étude des variétés abéliennes ou quasi-abéliennes, en géométrie algébrique. En 1906, il obtint un théorème d'existence des courbes algébriques tracées sur certains types de surfaces, entamant ainsi la recherche de la classification des surfaces unirationnelles.
On retient particulièrement son étude, pour classifier les surfaces et les variétés algébriques, des propriétés invariantes par transformations birationnelles (où il s'inscrit dans la lignée de Guido Castelnuovo et de Federigo Enriques ses aînés de 10 ans dans cette étude). En règle générale, ses recherches ont fortement influencé le développement ultérieur de la géométrie et de l'analyse.
Au cours de sa carrière, Severi reçut de nombreux prix, dont la médaille d'or de l'Académie nationale des sciences et, avec Federigo Enriques, le prix Bordin de l'Académie des sciences de Paris (ce prix, créé en 1835 par Charles-Laurent Bordin est un prix biennal est attribué aux auteurs d'ouvrages portant sur des sujets d'intérêt public).
Membre de nombreuses académies italiennes et étrangères, dont l'Académie des Lyncéens en 1910 et l'Académie des sciences de Turin en 1918. Sa production scientifique comprend plus de 400 publications et de nombreux traités.
Severi manifestait généralement une grande attention à l'enseignement et ses livres étaient d'une grande clarté. D'un caractère fort, voire prononcé, il eut souvent à souffrir d'incompréhension et ses relations avec ses semblables étaient souvent difficiles. En 1959, il se convertit au catholicisme et commença alors le récit de sa vie, Dalla scienza alla fede : de la science à la foi.

## Prix et distinctions
- Prix mathématique de l'Académie italienne des sciences (1906)
- Prix Bordin 1907 de l'Académie des sciences de Paris (conjointement avec Federigo Enriques)
- Médaille Guccia 1908 du Circolo Matematico di Palermo
- « Premio reale » 1913 de l'Accademia Nazionale dei Lincei

## Œuvres
- (it) Lezioni de geometria algebrica: geometria sopra una curva, superficie di Riemann-integrali abeliani, Padova, Angelo Draghi 1908
- (it) Nuovi contributi alla teoria delle serie di equivalenze sulla superficie e dei sistemi di equivalenza sulle varietà algebriche, Roma, Reale Accademia d'Italia 1933
- (it) Dalla scienza alla fede, Assisi, Pro civitate cristiana 1959

### Articles
- (it) Ipotesi e realta nelle scienze geometriche, Scientia: rivista internazionale di sintesi scientifica, 8, 1910, pp. 1–29
- (it) Esame delle obiezioni d'ordine generale contro la relatività del tempo, Scientia: rivista internazionale di sintesi scientifica, 37, 1925, pp. 77–86
- (it) Elementi logici e psicologici dei principi di relatività, Scientia: rivista internazionale di sintesi scientifica, 37, 1925, pp. 1–10
- (it) Materia e causalità, energia e indeterminazione, Scientia: rivista internazionale di sintesi scientifica, 81, 1947, pp. 49–59
- (it) Leonardo e la matematica, Scientia: rivista internazionale di sintesi scientifica, 88, 1953, pp. 41–44
- (it) I fondamenti logici della relatività, Scientia: rivista internazionale di sintesi scientifica, 90, 1955, pp. 277–282
- (it) La matematica nella prima metà del secolo XX, Scientia: rivista internazionale di sintesi scientifica, 92, 1957, pp. 20–26

#### Critiques
- Albert Einstein, L'éther et la théorie de la relativité, Scientia: rivista internazionale di sintesi scientifica, 91, 1956, pp. 42–43
- Eric Temple Bell, Les mathematiques reines et servantes des sciences, Scientia: rivista internazionale di sintesi scientifica, 90, 1955, pp. 371–372
- Nikolaus Von Cues, Die Mathematische Schriften, Scientia: rivista internazionale di sintesi scientifica, 89, 1954, pp. 34–34
- Ludovico Geymonat, Saggi di Filosofia neorazionalista, Scientia: rivista internazionale di sintesi scientifica, 89, 1954, pp. 176–176
- Norbert Wiener, Introduzione alla cibernetica, Scientia: rivista internazionale di sintesi scientifica, 88, 1953, pp. 312–313
- (it) Eric Temple Bell, I grandi Matematici, Scientia: rivista internazionale di sintesi scientifica, 86, 1951, pp. 183–184
- (it) Richard Courant e Herbert Robbins, Che cos'è la matematica?, Scientia: rivista internazionale di sintesi scientifica, 86, 1951, pp. 278–279
- Gottlob Frege, Aritmetica e Logica, Scientia: rivista internazionale di sintesi scientifica, 84, 1949, pp. 144–144

## Source
- (it) Cet article est partiellement ou en totalité issu de l’article de Wikipédia en italien intitulé « Francesco Severi » (voir la liste des auteurs).